# 2500-as mellékút (Magyarország)
A 2500-as számú mellékút egy rövid, négy számjegyű országos közút-szakasz Heves vármegyében, Eger belterületén.

## Nyomvonala
Abból a körforgalomból ágazik ki, amelyben az M25-ös autóút, kevéssel a 19. kilométerszelvénye előtt véget ér és 252-es számozással, főútként folytatódik, azon a rövid szakaszon, ameddig el nem éri a 25-ös főutat. Csomópontjának egyik átkötő útja a 25 615-ös számú mellékút.
Kőlyuk út néven halad, nagyjából kelet felé, átíveli a Füzesabony–Eger-vasútvonalat és az Eger-Rendező vasútállomást, majd áthalad az Eger-patak hídján. A 2501-es útba torkollva ér véget, szinte méterekkel annak 3. kilométere előtt. Az országos közutak térképes nyilvántartását szolgáló kira.gov.hu adatbázisa szerint a teljes hossza pontosan 850 méter.